# Chilpancingo de los Bravo
Chilpancingo de los Bravo, conosciuto anche come Chilpancingo, è la capitale dello Stato di Guerrero in Messico. Secondo l'ultimo censimento del 2005 ha una popolazione di 214 219 abitanti.
Chilpancingo è attraversato dalla strada federale 95, che corre lungo tutto lo Stato da Acapulco fino a Città del Messico, e anche dall'Autostrada del Sole che segue lo stesso tragitto.
Nella storia del Messico Chilpancingo ebbe grande importanza perché qui durante la Guerra d'indipendenza del Messico trovò sede il Congresso di Chilpancingo che fu il primo esecutivo del Messico indipendentista.

## Toponimo
La parola Chilpancingo proviene dal nahuatl: chilpan che significa "luogo della vespa" e cingo che significa "piccolo". La traduzione quindi sarebbe "luogo del piccolo vespaio". Secondo altri studiosi il significato sarebbe "luogo delle bandierine rosse" (bandierina è il nome di una pianta medicinale utilizzata dai popoli precolombiani).